# Gynaecoserica cymosa
Gynaecoserica cymosa är en skalbaggsart som beskrevs av Brenske 1896. Gynaecoserica cymosa ingår i släktet Gynaecoserica och familjen Melolonthidae. Inga underarter finns listade i Catalogue of Life.